# Botew (Berg)

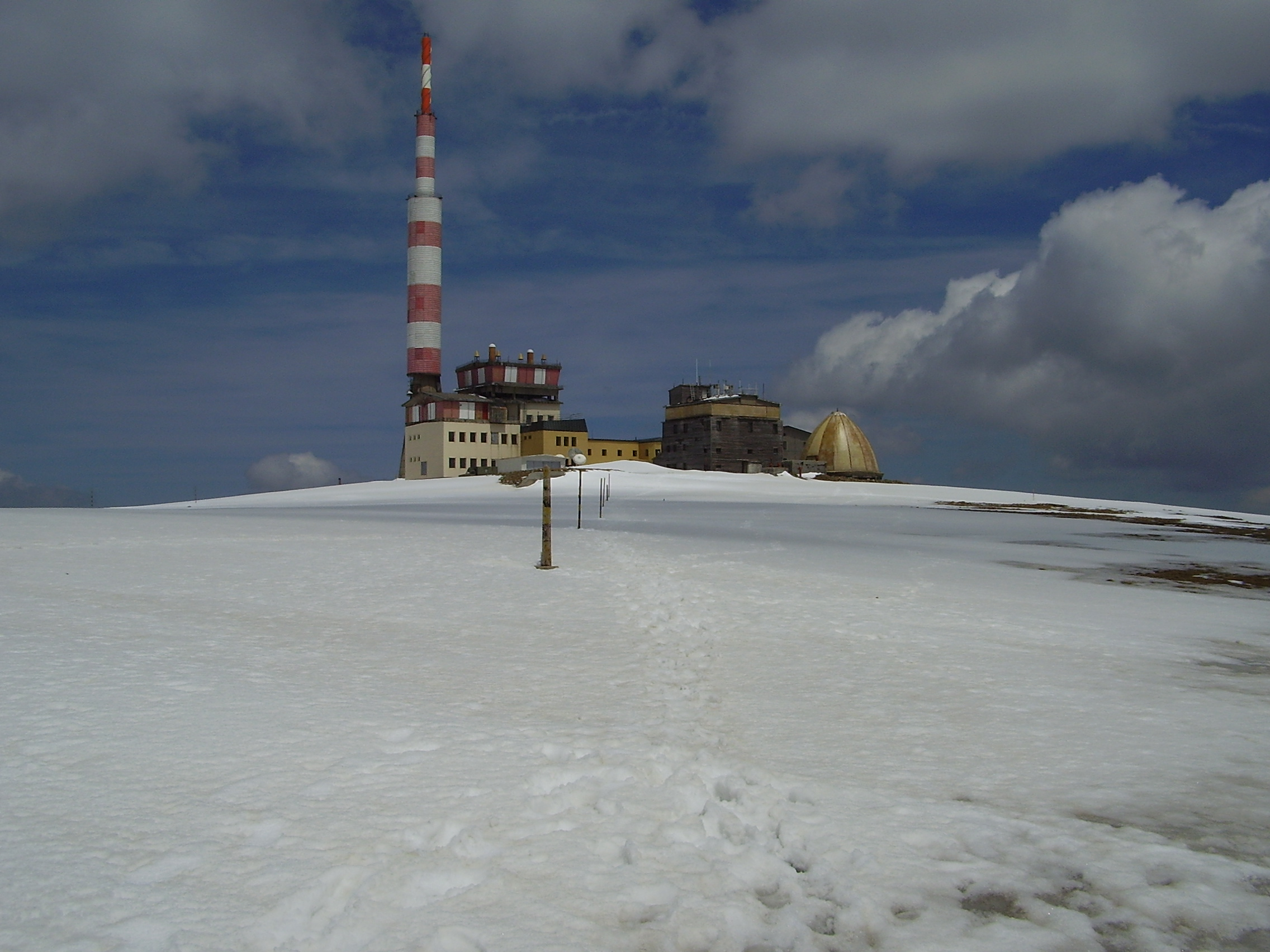
Botewgipfel im Winter

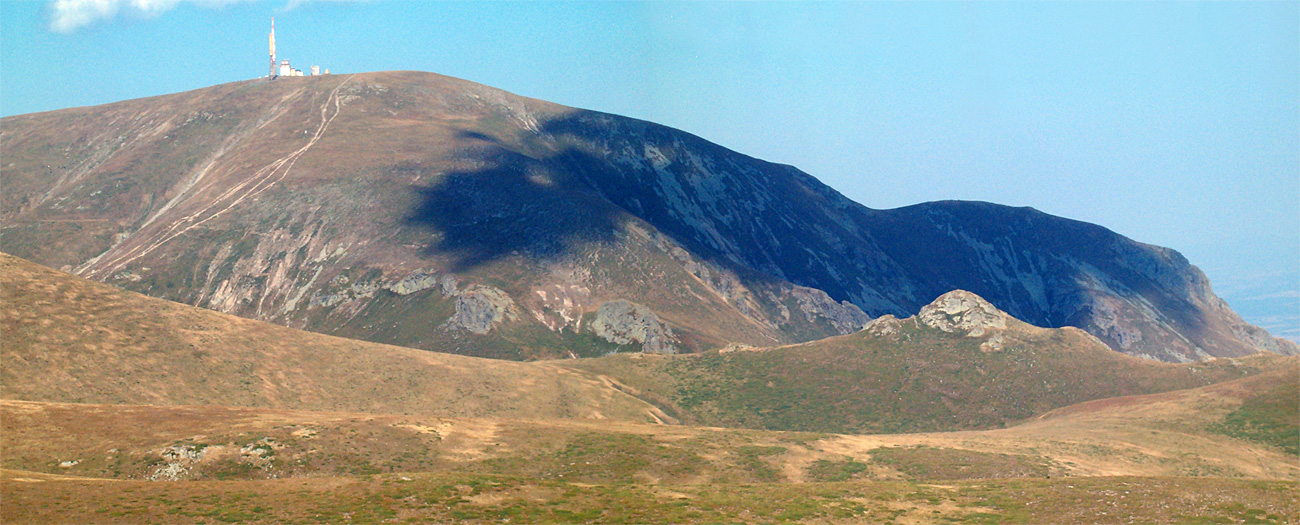
Botewgipfel aus der Ferne

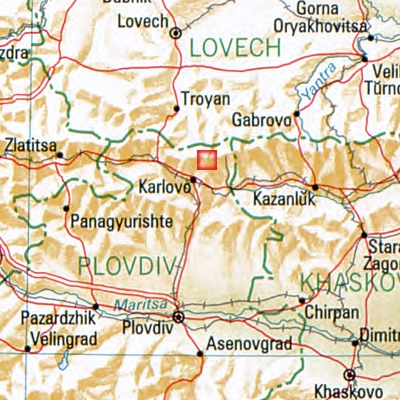
Botew (rotes Viereck) – Nachbarorte: Karlowo, Kasanlak, Trojan, Gabrowo

Der Gipfel Botew (bulgarisch връх Ботев; wiss. Transkription: vrach Botev) ist der höchste Berg des Balkangebirges und liegt in Bulgarien. Der Botew ist mit 2376 m über dem Meeresspiegel der höchste Gipfel des dritthöchsten Gebirges Bulgariens, nach dem Rila mit dem Gipfel Musala (2925 m) und dem Piringebirge mit dem Gipfel Wichren (2914 m).

## Geographie
Er liegt im zentralen Balkangebirge, nördlich des Rosentals, einige Kilometer nordöstlich von Karlowo, in der Oblast Plowdiw. Der Botewgipfel liegt nahe dem geographischen Zentrum von Bulgarien und ist Teil des Nationalparks Zentrales Balkangebirge.
Die mittlere Jahrestemperatur beträgt −6 °C, die Durchschnittstemperatur im Januar beträgt −8,9 °C und im Juli 7,9 °C.

## Name
Bis 1950 hieß der Berg Jumruktschal (bulg. Юмрукчал oder Юмрук чал), dann wurde er nach dem bulgarischen Freiheitskämpfer und Dichter Christo Botew benannt. Jumruktschal kommt aus dem Türkischen (türkisch Yumrukçal) und bedeutet ‚Faust-förmiger Gipfel‘ (Yumruk ‚Faust‘; çal ‚hohe Felserhebung‘). Der Gipfel hat steile Seitenhänge, aber oben einen flachen Gipfelbereich und ist somit der Form einer Faust ähnlich.

## Fernsehturm
Erstmals wurde am 6. November 1959 eine Fernseh-Relaystation auf dem Botew in Betrieb genommen, um ein Fußballspiel zwischen Lewski Sofia und Rapid Bukarest in beiden Ländern als Liveübertragung ausstrahlen zu können. Auf dem Gipfel wurde später nach mehrjährigen Bauarbeiten eine meteorologische Station und ein Fernsehturm mit einer Höhe von 77 Metern errichtet. Der Sender auf dem Botewgipfel hatte ursprünglich eine Leistung von 20 kW und deckte mit seiner Ausstrahlung 21 % der Landesfläche ab. Zu dieser Zeit gab es in Bulgarien ungefähr 10.000 Fernsehgeräte. Am 30. Dezember 1965 wurde der reguläre Betrieb des Fernsehturms und einer Radio-Relaystation (UKW) auf dem Botewgipfel aufgenommen. Das Radio- und Fernsehsignal wird durch ein Erdkabel bis zum Sender auf dem Gipfel geführt. Die Verbreitung des analogen Antennenfernsehens von dem Gipfel endete am 16. August 2013 mit der Inbetriebnahme einer neuen digitalen Sendeanlage, die mit ihrer ausgestrahlten Radio- und Fernsehprogrammen 65 % des bulgarischen Territoriums abdeckt.

## Berghütten und Wanderwege
Das Balkangebirge, in dessen zentraler Bergkette der Botew liegt, erstreckt sich in Ost-West-Richtung. Der kürzeste Aufstieg zum Gipfel beginnt von der Südseite, an der Berghütte Rai (bulg. хижа Рай ‚Paradies‘; 1935 erbaut; 120 Schlafplätze), die auf 1560 m Höhe am Südhang des Botewgipfels liegt. Der Aufstieg dauert 2,5 bis 3 Stunden, der Weg wurde 1941 angelegt. Der Aufstieg zum Botewgipfel ist teilweise sehr steil. Der Weg ist an einigen Stellen mit einem Metallgeländer gesichert. Bei einem Abstieg von der Berghütte Rai sind es 4,5 Wegstunden bis Kalofer im Rosental, wobei die letzten 6 km vor Kalofer Asphaltstraße sind. Im Vergleich zu einem Aufstieg zum Musala (im Rila; 3 Wegstunden) oder zum Wichren (im Pirin; 3 Wegstunden) muss der Tourist für den Aufstieg zum Botewgipfel einen wesentlich längeren Fußmarsch bewältigen, der in Kalofer beginnt.
Ein anderer möglicher Ausgangspunkt für den Aufstieg zum Botewgipfel ist die Berghütte Plewen am Nordhang (хижа Плевен; 1504 m; gebaut 1967 bis 1971), bis zu der es 3,5 bis 4 Wegstunden sind; die Berghütte Tascha (хижа Тъжа), die 4 bis 4,5 Wegstunden entfernt liegt und die Berghütte Lewski (хижа Левски), bis zu der es 3,5 bis 4 Wegstunden sind.
Von Westen her führt der Aufstiegsweg über den Bergrücken des Trojan-Kalofer-Gebirges (bulg. Троянско-Калоферската планина) – benannt nach den Städten Kalofer und Trojan. Ausgehend von der Berghütte Dobrila (bulg. хижа Добрила), die westlich des Gipfels liegt, führt der Wanderweg den Bergrücken entlang bis zum Botewgipfel. Dieser Wanderweg hat den Schwierigkeitsgrad T3.
Der Südhang des Gipfels, der Raiski skali (bulg. Райски скали ‚Paradiesfelsen‘) genannt wird, ist bei Alpinisten ein sehr beliebtes Klettergebiet. Dort sind zahlreiche Kletterrouten mit einem Schwierigkeitsgrad bis Kategorie VI auf der UIAA-Skala trassiert.

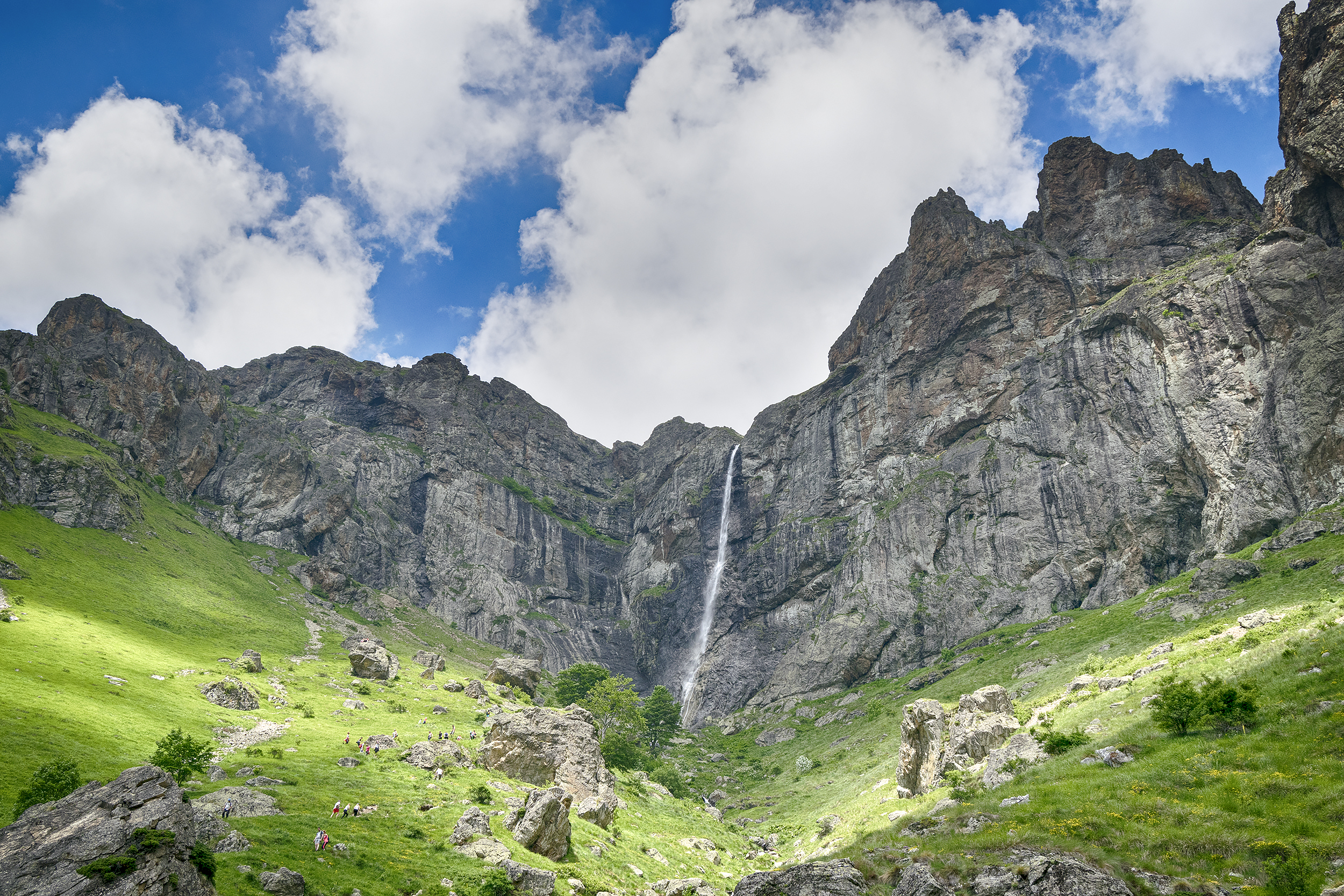
Klettergebiet Rajski skali unterhalb des Gipfels mit dem Wasserfall Rajsko praskalo

Die Felswand wird von einem Wasserfall, der Rajsko Praskalo (bulg. Райско пръскало) in zwei Hälften geteilt. Mit seiner Fallhöhe von 124 Metern ist es der höchste in Bulgarien und auf dem Balkanhalbinsel. Gespeist wird der Wasserfall von einer nicht versiegenden Quelle, die sich nur knapp unterhalb des Gipfels befindet. Der Weg von der Berghütte Rai zum Gipfel führt an diesem Wasserfall vorbei.
Der Botewgipfel gehört zu den 100 nationalen touristischen Objekten Bulgariens. Touristen, die diese 100 Nationalen Objekte Bulgariens besuchen, können sich die Besteigung des Gipfels mit einem Stempel bestätigen lassen, der in der Teestube/Schutzhütte Botew, die zusammen mit der meteorologischen Station in einem Gebäude liegt, verfügbar ist. In der Schutzhütte auf dem Gipfel gibt es keine reguläre Übernachtungsmöglichkeit.
Der Bergwanderweg Kom–Emine führt als Teil des Europäischen Fernwanderweges E3 über den Botewgipfel.
Südlich vom Gipfel liegt das Naturschutzgebiet Dschendema (bulg. резерват Джендема). Hier wachsen zahlreiche endemische Pflanzenarten, die weltweit nur hier vorkommen.